# Хешт (Фарс)
Хешт или Хишт (перс. خشت‎) — город на юге Ирана, в провинции Фарс. Входит в состав шахрестана  Казерун.
В окрестностях города расположено одноимённое крупное нефтегазовое месторождение.

## География
Город находится в северо-западной части Фарса, в горной местности юго-восточного Загроса, на высоте 480 метров над уровнем моря.
Хешт расположен на расстоянии приблизительно 110 километров к западу от Шираза, административного центра провинции и на расстоянии 675 километров к югу от Тегерана, столицы страны.

## Население
По данным переписи, на 2006 год население составляло 10 332 человека; в национальном составе преобладают персы, в конфессиональном — мусульмане-шииты.